# Uroczysko Markowo
Uroczysko Markowo este o arie protejată (sit de importanță comunitară — SCI) din Polonia întinsă pe o suprafață de 1.453,64 ha, integral pe uscat.

## Localizare
Centrul sitului Uroczysko Markowo este situat la coordonatele 54°01′51″N 19°55′13″E / 54.0308°N 19.9202°E.

## Înființare
Situl Uroczysko Markowo a fost declarat sit de importanță comunitară în octombrie 2009 pentru a proteja 1 specie de plante și 4 specii de animale.

## Biodiversitate
Situată în ecoregiunea continentală, aria protejată conține 8 habitate naturale: Lacuri eutrofice naturale cu vegetație de tip Magnopotamion sau Hydrocharition, Lacuri și iazuri distrofice naturale, Fânețe de joasă altitudine (Alopecurus pratensis, Sanguisorba officinalis), Mlaștini turboase de tranziție și turbării mișcătoare, Păduri de fag Asperulo-Fagetum, Păduri de stejar sau de stejar și carpen sub-atlantice și medio-europene de Carpinion betuli, Păduri de stejar și carpen Galio-Carpinetum, Păduri aluvionare cu Alnus glutinosa și Fraxinus excelsior (Alno-Padion, Alnion incanae, Salicion albae).
La baza desemnării sitului se află mai multe specii protejate:
- plante (1): mușchi (Dicranum viride)
- amfibieni (2): buhai de baltă cu burta roșie (Bombina bombina), triton cu creastă (Triturus cristatus)
- nevertebrate (2): libelule (Leucorrhinia pectoralis), Osmoderma eremita